# Dectodesis confluens
Dectodesis confluens är en tvåvingeart som först beskrevs av Christian Rudolph Wilhelm Wiedemann 1830.  Dectodesis confluens ingår i släktet Dectodesis och familjen borrflugor. Inga underarter finns listade i Catalogue of Life.